# Amietophrynus rangeri
Amietophrynus rangeri är en groddjursart som först beskrevs av Hewitt 1935.  Amietophrynus rangeri ingår i släktet Amietophrynus och familjen paddor. IUCN kategoriserar arten globalt som livskraftig. Inga underarter finns listade i Catalogue of Life.

## Bildgalleri

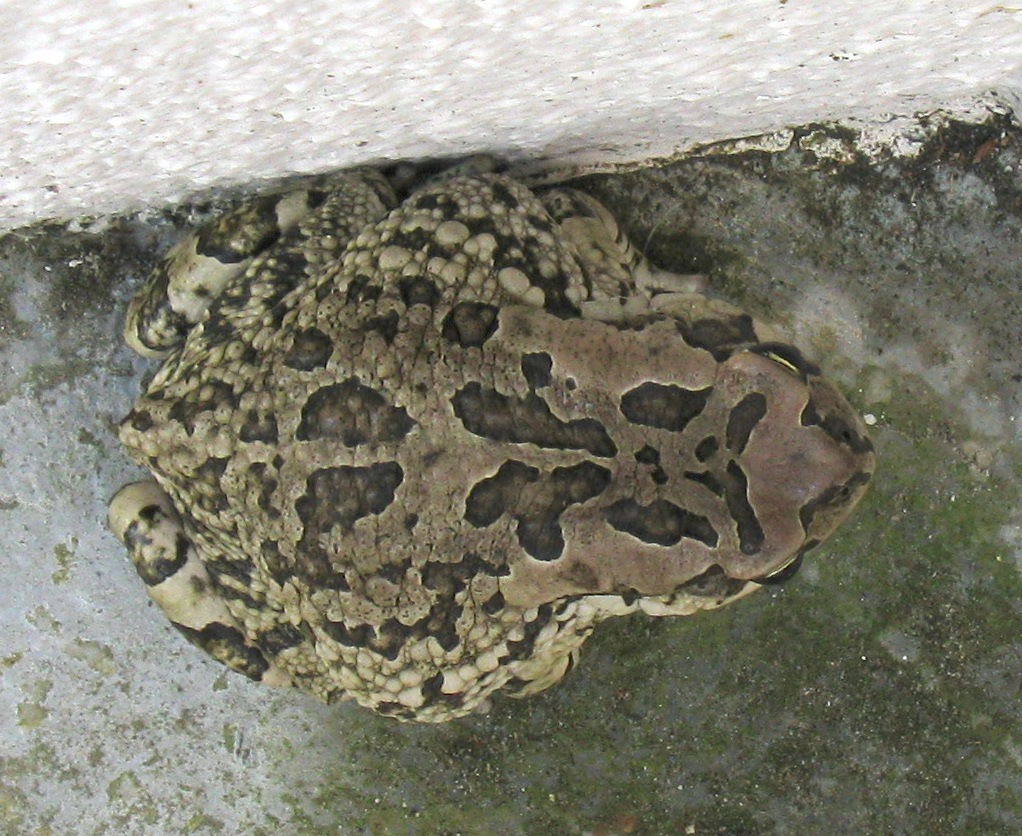
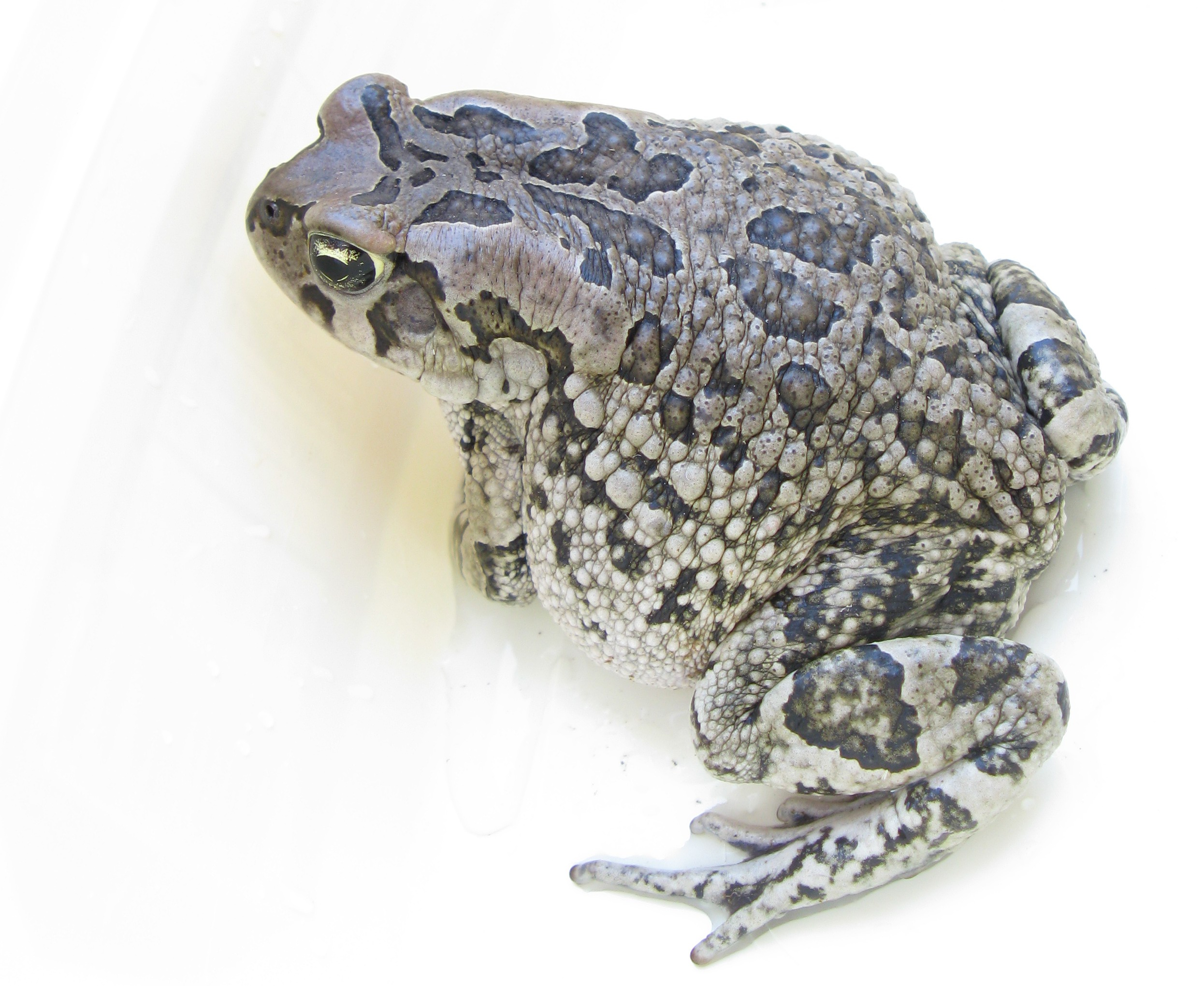
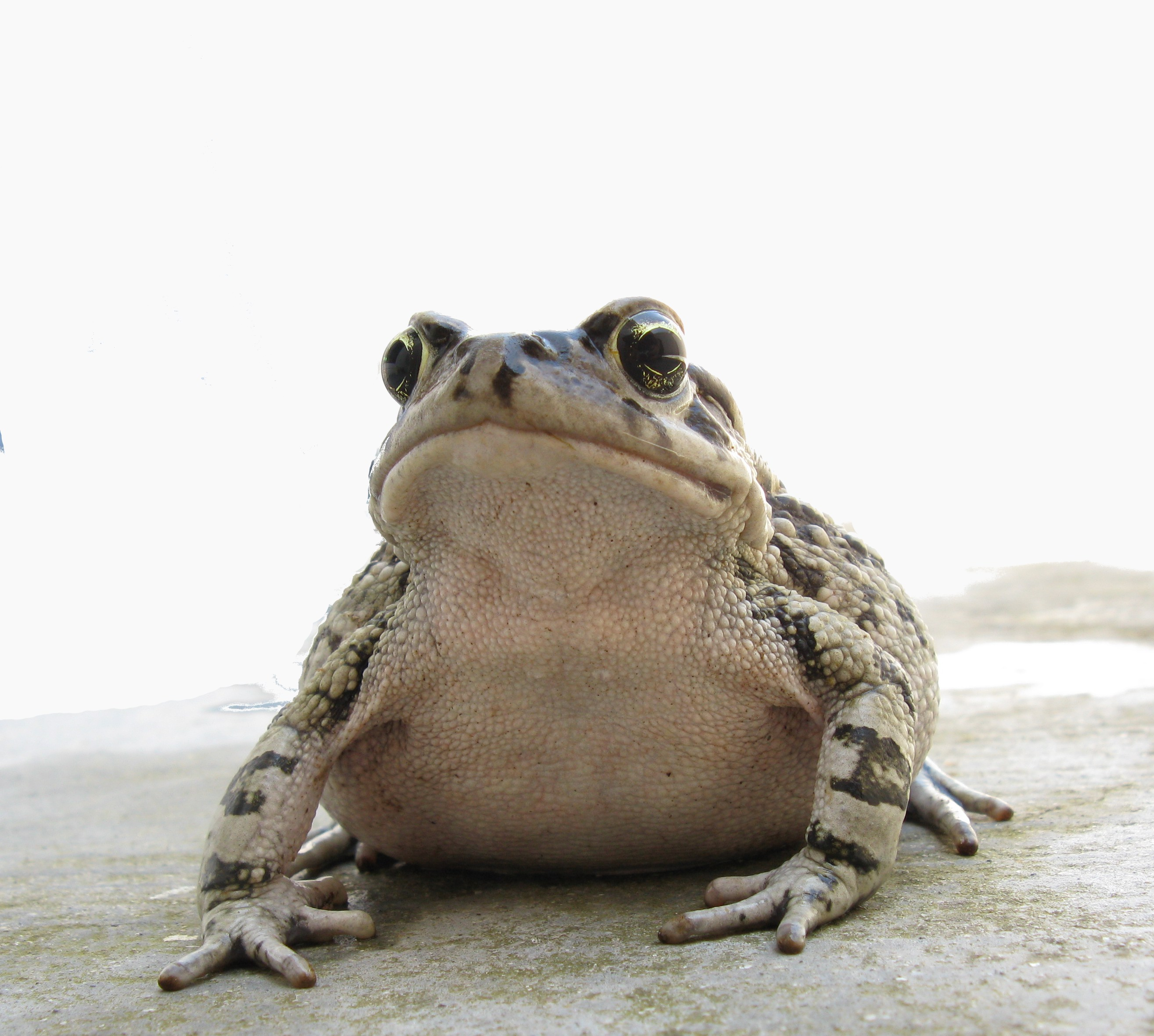